# Aguettant
 (mai 2016).
Si vous disposez d'ouvrages ou d'articles de référence ou si vous connaissez des sites web de qualité traitant du thème abordé ici, merci de compléter l'article en donnant les références utiles à sa vérifiabilité et en les liant à la section « Notes et références ».
Pour les articles homonymes, voir Louis Aguettant.
Le Laboratoire Aguettant est un laboratoire pharmaceutique français indépendant spécialiste de l’injectable, basé à Lyon, en France. Aguettant fournit des médicaments essentiels pour l'anesthésie-réanimation et les urgences, la nutrition parentérale et la neurologie, tout en développant des systèmes d’administration innovants.

## Histoire
En 1880, Louis-Joseph Aguettant et Bruno Tavernier créent la société « Tavernier et Aguettant », spécialisée dans la vente de produits chimiques industriels et pharmaceutiques. En 1903, Noel, fils cadet de Louis-Joseph Aguettant et frère de Louis Aguettant, prend en main la destinée de l’entreprise pharmaceutique et fonde la société « Laboratoire N. Aguettant ». 
En 1942, Georges Aguettant crée la société « Laboratoire Aguettant », spécialisée dans l’injectable. C’est alors le début d’une activité véritablement industrielle. L’histoire du laboratoire a commencé par l'idée d’administrer les médicaments directement dans le sang, par voie parentérale, et de le faire de façon sûre et pratique avec la première innovation Aguettant : l’ampoule crochet au pied de chaque lit d’hôpital. 
En 1959, le premier site de production est bâti dans le quartier de Gerland à Lyon. À la fin des années 1960, Aguettant développe et fabrique le premier concentré pour dialyse à obtenir une AMM en France. Dans les années 1970, Aguettant est la première entreprise pharmaceutique en Europe dotée d’un stérilisateur en continu. Dans les années 1980, Aguettant est le premier laboratoire à commercialiser ses ampoules de solutions injectables en plastique polyéthylène, et lance une gamme « versol » de solutions de rinçage et de soins des plaies.
En 1985, Ariel Aguettant, fils de Georges, prend la tête de l'entreprise.
En 1988, Aguettant construit un second site de production à Champagne en Ardèche, voué aux produits conditionnés exclusivement dans des contenants en plastique. En 1991, Aguettant obtient la première AMM mondiale d’apomorphine injectable à destination du traitement de la maladie de Parkinson. En 1996, Aguettant développe « Mélodie » une mini pompe chronoprogrammable qui permet de suivre les patients traités par chimiothérapies ou antibiothérapies. En 1999, Aguettant est le lauréat du prix Pharmapack décerné par les professionnels de santé, récompensant « Apokinon » un stylo breveté, prérempli d’une solution injectable.
Le début des années 2000 marque le désengagement de l’activité de façonnage avec la cession de plusieurs sociétés. Aguettant se focalise sur son cœur de métier, les médicaments injectables.
En 2007, Aguettant construit une plateforme de distribution à Saint-Fons. En 2010, Aguettant de nouveau lauréat du prix Pharmapack, catégorie « sécurité d’usage à l’hôpital » pour sa seringue préremplie en plastique. 
En 2012, Aguettant prend une participation majoritaire dans le capital de la société PX'Therapeutics, spécialiste de la bioproduction sur demande. Aguettant acquiert également Promise Advanced Proteomics en 2012, et les deux sociétés fusionnent pour devenir PROMISE Proteomics : proposant des protéines marquées aux isotopes stables et la bioproduction de protéines à sur mesure.
En 2016, Aguettant a ouvert son nouveau site de production, son centre R&D et son siège social à Gerland, à Lyon. Aguettant continue d'investir dans sa capacité industrielle en ouvrant une deuxième ligne de production de seringues préremplies en Champagne, en Ardèche.
En 2020, Aguettant a été sélectionnée par les pouvoirs publics français pour son projet industriel dans le cadre du plan national de relance. Ces travaux ont été menés sur l'ensemble des sites industriels du Groupe.
En 2022, Aguettant démarre une nouvelle activité dans le diagnostic in vitro, capitalisant sur l'expertise de Promise Proteomics et sa technologie propriétaire.
En 2023, Aguettant et Delpharm collaborent pour reprendre le Laboratoire Carelide (à Mouvaux dans le Nord de la France, région Haut-de-France), seul fabricant français de solutés pour perfusion.

## Activité et actionnariat
Aguettant propose plus de 75 produits dans différents domaines thérapeutiques, parmi lesquels les médicaments d'urgence, la neurologie, les micronutriments essentiels, les solutions pour perfusion, irrigation, rinçage et soins. 
Aguettant emploie plus de 600 personnes en France (en 2023). Aguettant est toujours contrôlée majoritairement par la famille Aguettant : son conseil de surveillance est présidé par le propriétaire de la société Delpharm , Sébastien Aguettant .
Le PDG d'Aguettant, Eric Rougemond, a été nommé en 2012 et est également PDG de PROMISE Proteomics, l'activité de diagnostic in vitro d'Aguettant.
Aguettant compte 13 filiales en Europe, en Asie et au Canada, ainsi que de nombreux partenaires de distribution à travers le monde.